# Tiwa Savage
Tiwatope (Tiwa) Savage (Isale Eko (Lagos, Nigeria), 5 februari 1980) is een Nigeriaans zangeres, singer-songwriter en actrice.

## Jeugd en vroege carrière
Savage is geboren in Lagos, maar haar familie verhuisde naar Londen toen ze 11 jaar oud was. Tijdens de middelbare school in Londen speelde ze de trombone in het schoolorkest. Vervolgens studeerde ze boekhouden aan de Universiteit van Kent en werkte ze bij Royal Bank of Scotland.
Op 16-jarige leeftijd was Savage al een van de achtergrondzangeressen van George Michael en later bij diverse andere muzikanten. Ze richtte zich alsnog op een muziekcarrière, en in 2006 studeerde ze af als een van de oudere studenten aan het Berklee College of Music in professionele muziek. In 2006 nam ze deel aan de X-factor in het Verenigd Koninkrijk, waar ze als een van de laatste 24 deelnemers werd geëlimineerd. In 2009 tekende ze een contract met Sony/ATV Music Publishing als songwriter voor onder anderen Babyface, Kat DeLuna (Push Push), Fantasia Barrino, Monica en Mýa. In 2012 verhuisde Savage terug naar Nigeria.

## Carrière
In 2011 was Savage een van de hosts van het tweede seizoen van Nigerian Idol, speelde in een verfilming van For Colored Girls en richtte haar eigen platenlabel 323 Entertainment op samen met haar toekomstige verloofde en echtgenoot Tee Billz. In 2012 stapte ze over naar het label Mavin Records en bracht enkele liedjes uit. In 2013 bracht ze een eigen album uit, Once Upon a Time, waar enkele nummers al van waren uitgebracht als single, waaronder Love me (3x) waarvoor ze de prijs Best Female Vocal Performance won bij The Headies 2012. Daarnaast bevat het album o.a. de apart uitgebrachte nummers Kele Kele Love, Without My Heart, Ife Wa Gbona, Folarin, Olorun Mi en Eminado. Het album werd genomineerd als beste album van het jaar bij de Nigeria Entertainment Awards van 2014, en ze won dat jaar zowel de prijs voor beste vrouwelijke artiest en die voor beste pop/R&B artiest.
Savage ging in 2013/2014 ook sponsorovereenkomsten aan met Pepsi, Forte Oil en Maggi. In 2014 bracht ze nog enkele nummers uit, waaronder Love in Yellow en een video van haar eerder uitgebrachte wanted, waarin ze in een naakt-bodysuit uitdagende bewegingen maakte - wat haar op hevige kritiek kwam te staan. Ze werkte ook mee aan nummers van andere artiesten (net zoals andere artiesten aan veel van haar nummers meewerken). Ze won in 2014 de prijs voor beste vrouwelijke artiest bij de MTV Africa Music Awards 2014.
In december 2015 bracht Savage haar tweede album uit, R.E.D. (Romance, Expression and Dance) met twee nummers die ook apart zijn uitgebracht: My Darlin en Standing Ovation. Het album is opgenomen terwijl Savage zwanger was. Ook dit album is genomineerd als beste album voor de Nigeria Entertainment Awards (2016).
In 2016 tekende ze bij Roc Nation van Jay-Z als eerste Afrikaanse artiest. Vervolgens trad zij ook op bij zijn Made in America Festival. In september 2017 bracht ze Sugarcane uit, deels in Engels en deels in Yoruba. Dit werd in 2018 genomineerd als beste album bij de Nigeria Entertainment Awards. In 2018 won Savage als eerste vrouw de prijs voor Best African Act bij de MTV Europe Music Awards.
In november 2018 bracht ze het nummer 'One' uit, gevolgd door een video in december. Een maand later werd de video verwijderd door YouTube vanwege vermoedde auteursrechtenschendingen, maar dit werd in maart weer ongedaan gemaakt. In mei 2019 tekende Savage voor zeven jaar bij Universal Music Group, waarop ze vertrok bij Mavin Records.

## Privé
Op 23 november 2013 trouwde Savage met Tunji Balogun (Tee Billz) in Lekki (Lagos, Nigeria) met een traditionele bruiloft en vervolgens officieel op 26 april 2014 in Dubai. In 2015 werd hun kind geboren. In april 2016 beschuldigde haar echtgenoot Savage van overspel en haar moeder van hekserij. Zij ontkende de beschuldigingen, en beschuldigde hem vervolgens van financieel wanbeheer en drugsverslaving. Ze gaf aan dat het huwelijk ontbonden was.